# Бурне двадесете (филм)
Бурне двадесете (енгл. The Roaring Twenties) је амерички криминалистички трилер филм из 1939. године, режисера Раула Волша, у коме главне улоге тумаче Џејмс Кегни, Присила Лејн, Хамфри Богарт и Гледис Џорџ. Сценарио су написали Џери Волд, Ричард Маколи и Роберт Росен. Филм прати групу људи и њихова искуства током битних догађаја 1920-их, као што су криминал у доба прохибиције и крах берзе 1929. године.
Филм је заснован на приповеци „Свет иде даље” Марка Хелингера, колумнисте кога је Џек Ворнер ангажовао да напише сценарио. Данас се филм сматра класиком жанра гангстерских филмова, као и омажом класичним гангстерским филмовима раних 1930-их.
Бурне двадесете су биле трећи и последњи филм који су Кегни и Богарт снимили заједно. Прва два су били Анђели гарава лица (1938) и Оклахома Кид (1939).

## Радња
Еди Бартлет, Џорџ Хали и Лојд Харт упознају се на фронту током последњих дана Првог светског рата. Након завршетка рата, они се враћају у Сједињене Државе, где је управо почео период прохибиције. Лојд започиње своју адвокатску праксу, Џорџ постаје кријумчар, а Еди таксиста. Док је несвесно испоручио пакет пића Панами Смит, Еди је ухапшен. Панама је ослобођена оптужби и након кратког боравка у затвору, они започињу кријумчарски посао заједно. Еди користи таксије да испоручи свој алкохол, и ангажује Лојда као свог адвоката да се бави његовим правним питањима. Он упознаје Џин Шерман, девојку са којом се дописивао током рата, и позива је да пева у Панамином клубу. Еди жели Џин за своју супругу, дајући јој веренички прстен који тражи од ње да задржи док не уштеди довољно новца да престане са криминалним рекетирањем.
Еди и његови криминалци отимају пошиљку алкохола која припада другом кријумчару Нику Брауну и који је одбио да сарађује с њим. За испоруку пића је био задужен Џорџ, који предлаже Едију да га доведе као партнера. Еди пристаје и обавештава полицију о једној од Браунових пошиљки алкохола. Након што је пошиљка заплењена, Еди и Џорџ упадају у складиште и краду га. Док су одлазили, Џорџ препознаје једног од стражара као свог бившег наредника, с којим је био у лошим односима, и убија га. Након сазнања за убиство, Лојд прекида везе са Џорџом, који тада прети да ће убити Лојда ако га пријави. Док рекетирање напредује, Еди шаље свог пријатеља Денија да договори примирје са Брауном, али Денијев леш је остављен испред Панаминог клуба. Еди иде за Брауном, али Џорџ, огорчен због Едијеве растуће моћи, даје дојаву Брауну, који поставља замку. Долази до пуцњаве, а Еди успева да убије Брауна. Сумњајући у Џорџову издају, али у немогућности да је докаже, Еди прекида њихово партнерство.
Еди убрзо открива да га Џин никада није заиста волела, и да је у ствари заљубљена у Лојда. Након улагања у берзу, Едијево царство кријумчарења се распада у краху 1929. и он је приморан да прода своју такси компанију Џорџу по цени далеко испод њене вредности. Џорџ подругљиво оставља Едију један такси, наводећи да ће Еди ускоро бити приморан да се врати свом послу таксисте.
Једног дана Џин улази у Едијев такси, те га позива у свој дом, где она и Лојд сада имају сина. Лојд сада ради у канцеларији окружног тужиоца и припрема случај против Џорџа. Сусрет оставља Едија очајним јер још увек гаји осећања према Џин, и он постаје алкохоличар.
Када Џин открије да Џорџ планира да убије Лојда, она се обраћа Едију за помоћ. Он у почетку одбија, али на крају одлучује да оде код Џорџа да га замоли да поштеди Лојда. Док је тамо, Џорџ поново исмеје Едија због његовог отрцаног изгледа. Затим одлучује да убије Едија јер верује да ће га пријавити како би помогао Џин, што резултује пуцњавом у којој Еди убија Џорџа и неке од његових људи.
Након што је истрчао напоље, Едија упуца један од Џорџових људи и он се сруши на степеништу оближње цркве. Док полиција хапси остатак Џорџове банде, Панама трчи до Едија и држи његово беживотно тело.

## Улоге
| Глумац          | Улога               |
| --------------- | ------------------- |
| Џејмс Кегни     | Еди Бартлет         |
| Присила Лејн    | Џин Шерман          |
| Хамфри Богарт   | Џорџ Хали           |
| Гледис Џорџ     | Панама Смит         |
| Џефри Лин       | Лојд Харт           |
| Френк Макхју    | Дени Грин           |
| Џорџ Микер      | Харолд Мастерс      |
| Пол Кели        | Ник Браун           |
| Елизабет Рисдон | госпођа Шерман      |
| Едвард Кин      | Пит Хендерсон       |
| Џо Сојер        | полицајац Пит Џоунс |